# Daisy Chain (Band)
Daisy Chain ist eine Berliner Punkband. Die Texte thematisieren soziale und gesellschaftliche Missstände oder individuelle Gefühls- und Erfahrungswelten. Der Musikstil ist an englischen Punk der frühen 1980er Jahre angelehnt. Besonders der weibliche Gesang dürfte für Vergleiche mit Bands wie Vice Squad, Avengers, Ejected, Violators, Deadline oder Scattergun gesorgt haben.
Daisy Chain singen hauptsächlich in englischer Sprache, haben aber auch deutschsprachige Songs.

## Geschichte
Daisy Chain wurde als reine Frauenband in Berlin im Jahr 2001 gegründet. Nach wenigen Konzerten verließ die Gitarristin Milena das Quartett, um sich ganz auf ihre zweite Band Allee der Kosmonauten (nicht zu verwechseln mit diesen Allee der Kosmonauten) zu konzentrieren.
Nach einer circa sechsmonatigen Pause stieß der Ex-Contramination-Gitarrist Steffen zu ihnen. Seit diesem Wechsel ist die Besetzung gleich geblieben und die Band wird oft als 3/4 Frauenpunkband angekündigt.
Durch Steffens gute Kontakte nach Polen (er hat in Warschau studiert und dort mehrere Jahre gewohnt) konnte die Band einige Konzerte und Touren in Polen machen. Außer in Polen und in ganz Deutschland spielten und tourten sie auch schon in den Niederlanden, der Schweiz, Österreich, Tschechien, Litauen, Finnland, Schweden und Dänemark – hauptsächlich in (Ex)-Besetzten Häusern, Alternativen/Autonomen Jugendzentren und auf Festivals.
2008 kündigte die Band eine einjährige Babypause an, aus der sie jedoch bislang nicht mehr zurückkam.

## Musikstil
Musikalisch ist die Band an den 77er Punk-Rock angelehnt. Es handelt sich um überwiegend melodischen Gesang mit schnellem, aggressiven Punkrock. Zudem erinnert die Band an Vice Squad. Die Texte sind gegen Antisemitismus, Rassismus, Faschismus und Sexismus gerichtet.

## Diskografie
- Demo (2002, CD-R, Eigenvertrieb)
- s/t (2004, LP, Back to the Boots / Attack Records)
- She's a Boxer (2008, CD, Back to the Boots / Attack Records)

### Samplerbeiträge
- 10 Jahre Attack Records (2004, Attack Records) - Song: Barbed Wire City
- Girls Can Dish It Out Too! (2004, Emancypunx Records)
- Plastic Bomb #49 CD-Beilage (2005, Plastic Bomb Rec.) - Song: I Hate Myself
- Wahrschauer #49 CD-Beilage (2005, Wahrschauer) - Song: Good as Fuck
- Plastic Bomb #63 CD-Beilage (2008, Plastic Bomb Rec.) - Song: One Day